# PixelJunk Shooter
PixelJunk Shooter: The Depths of Disaster es un videojuego desarrollado por Q-Games para PlayStation 3. Es el cuarto título de la serie PixelJunk. Fue lanzado en América del Norte y Europa el 10 de diciembre de 2009 para la PlayStation Store. En marzo de 2011 se lanzó  su secuela PixelJunk Shooter 2.

## Sistema de juego
PixelJunk Shooter es un shooter multidirecional en el que hasta dos jugadores pueden controlar sus propios vehículos de exploración subterráneo para investigar el interior de diferentes complejos cavernosos en los que se deberá de ir modificando el entorno para poder avanzar y rescatar a un número de científicos supervivientes atrapados bajo tierra. Además de roca y hielo, los jugadores deben manipular tres tipos de fluidos (agua, magma, y un líquido negro magnético) con el fin de llegar a los sobrevivientes. Una vez que cada sobreviviente es rescatado o muerto, los jugadores pueden progresar a la siguiente zona, si mueren demasiados sobrevivientes, los jugadores se ven obligados a reiniciar el nivel. El juego cuenta con quince etapas divididas por igual entre tres "episodios", cada episodio termina con un jefe final.
- Datos: Q3018234